# Flaga obwodu mohylewskiego
Flaga obwodu mohylewskiego to prostokątny czerwony płat z herbem obwodu pośrodku. Przyjęta została 3 stycznia 2005. Proporcje flagi to 2:1.